# NGC 5896
NGC 5896 é uma galáxia lenticular (S0) localizada na direcção da constelação de Boötes. Possui uma declinação de +42° 01' 30" e uma ascensão recta de 15 horas, 13 minutos e 50,6 segundos.
A galáxia NGC 5896 foi descoberta em 23 de Maio de 1854 por William Parsons.